# Isola di Davis
L'isola di Davis (in russo: Остров Дауэс, ostrov Dauės) è un'isola russa nell'Oceano Artico che fa parte dell'arcipelago della Terra di Francesco Giuseppe.

## Geografia
L'isola di Davis si trova nella parte sud-orientale della Terra di Francesco Giuseppe; è situata a 3 km dal capo sud-orientale (мыс Хёфера, Mys Hёfera) della Terra di Wilczek. Ha una forma allungata con una lunghezza massima inferiore a 1 km; non ci sono rilievi importanti a parte una roccia di 10 m all'estremità orientale. 
Il territorio è completamente libero dal ghiaccio.
L'isola è così chiamata in onore dell'esploratore australiano John King Davis.

## Isole adiacenti
- Terra di Wilczek (Земля Вильчека, Zemlja Vil'čeka), a nord-ovest.
- Isola di McNult (Остров Мак-Нульта, ostrov Mak-Nul'ta), a sud-ovest.
- Isola di Tillo (Остров Тилло, ostrov Tillo), a sud-ovest.
- Isola Derevjannyj o Isola del legno (Остров Деревянный, ostrov Derevjannyj), a nord-est.